# 14947 Luigibussolino
14947 Luigibussolino este un asteroid din centura principală de asteroizi.

## Descriere
14947 Luigibussolino este un asteroid din centura principală de asteroizi. A fost descoperit pe 15 ianuarie 1996 la Cima Ekar de Maura Tombelli și Ulisse Munari. Asteroidul prezintă o orbită caracterizată de o semiaxă mare de 2,30 ua, o excentricitate de 0,10 și o înclinație de 4,2° în raport cu ecliptica.